# Achrophyllum javense
Achrophyllum javense là một loài Rêu trong họ Hookeriaceae. Loài này được (Dixon ex J. Froehl.) Z. Iwats., B.C. Tan & A. Touw mô tả khoa học đầu tiên năm 1978.